# زنبق فلسطینی
زنبق فلسطینی (نام علمی: Iris palaestina) نام یک گونه از سرده زنبق است.